# Collège Padre Pio de la santé et des sciences connexes
Collège Padre Pio de la santé et des sciences connexes (PCoHAS) est un collège privé situé à Dar es Salam, en Tanzanie, qui a été créé en novembre 2017. 

## Histoire
Le Collège Padre Pio a acquis son statut d'enregistrement provisoire auprès de NACTE qui est REG / HAS / 186P en 2018. Puis en mars 2019, il a obtenu un enregistrement complet auprès de REG / HAS / 186 et plus tard en juillet 2020, le statut d'accréditation full.  Le collège est situé dans la district de Temeke en face de l'hôpital de Temeke dans la région de Dar es Salaam, en Tanzanie.

## Programmes
le Collège Padre Pio de la santé et des sciences connexes propose deux cours seulement. 
- Diplôme en médecine clinique[3] — trois ans
- Diplôme en Sciences Pharmaceutiques — trois ans